# Odell (Nebraska)
Odell es una villa situada en el condado de Gage, Nebraska, Estados Unidos. Tiene una población estimada, a mediados de 2023, de 257 habitantes.

## Geografía
La localidad está ubicada en las coordenadas 40°3′1″N 96°48′6″O / 40.05028, -96.80167. Según la Oficina del Censo de los Estados Unidos, tiene una superficie de 0.70 km², correspondientes en su totalidad a tierra firme.

## Demografía
Según el censo de 2020, en ese momento había 260 personas residiendo en la localidad. La densidad de población era de 371.43 hab./km². El 96.54% de los habitantes eran blancos, el 0.77% eran amerindios, el 0.38% era de otra raza y el 2.31% eran de una mezcla de razas. Del total de la población, el 0.38% era hispano o latino.